# グレート・ウェスタン鉄道4300形蒸気機関車

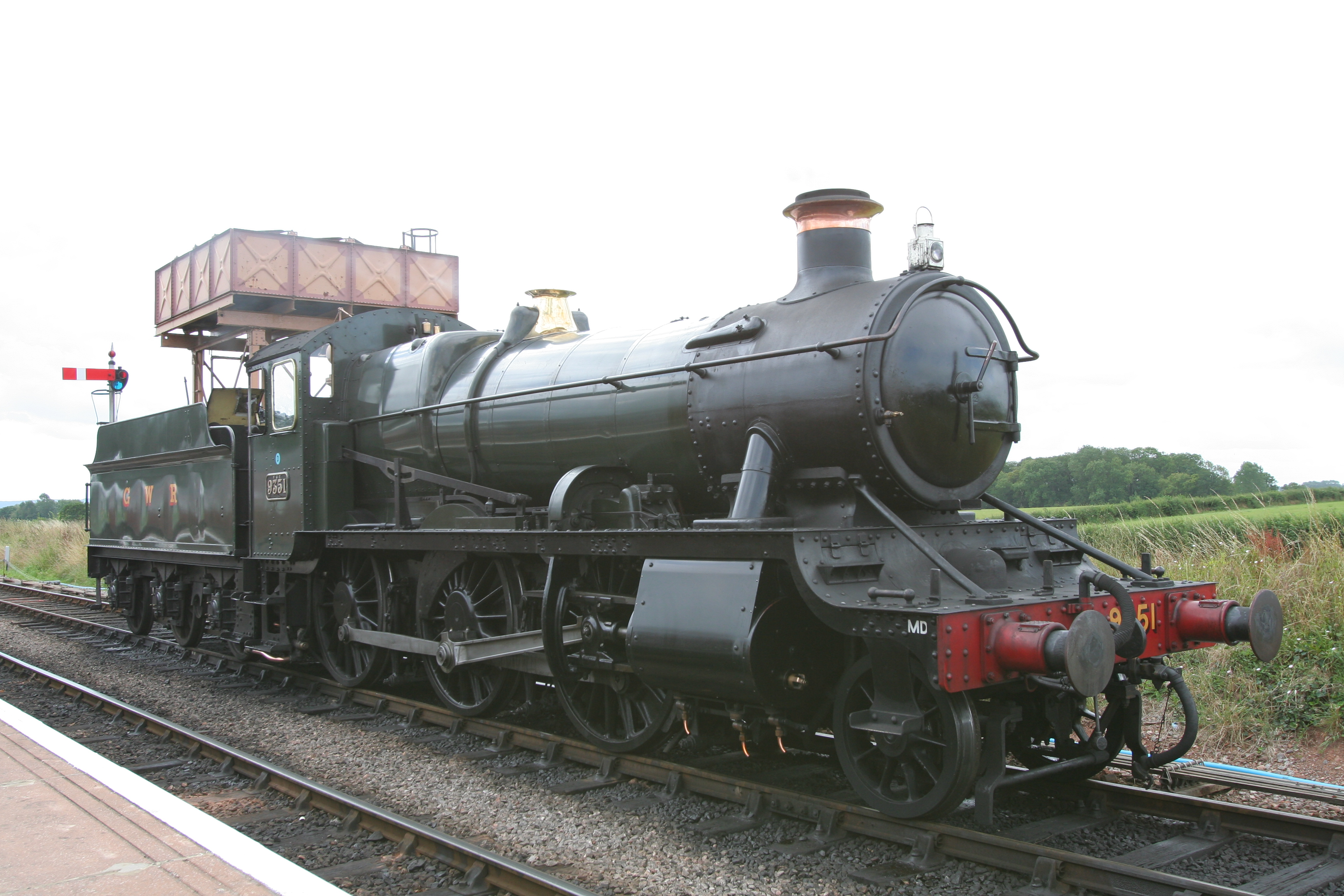

グレート・ウェスタン鉄道4300型蒸気機関車(4300 Class)はイギリスのグレート・ウェスタン鉄道(Great Western Railway:GWR)が製造した汎用テンダー式蒸気機関車の1形式である。軸配置はモーガル（2-6-0あるいは1C）である。

## 設計および建造
本形式は英国で建設された最初の近代的な2-6-0デザインであり、その起源の一部は、スウィンドンの製図事務所で働いていたホルクロフトのカナダと米国訪問にあると言われている。GWRの機関車総監督(Locomotive Superintendant)であったジョージ・チャーチウォード（George Jackson Churchward：在任期間：1902年 - 1922年）は、ダブルフレームの8輪テンダー機関車を置き換えるため、シリンダーの上部に直径10インチのロングトラベルバルブを備えたシリンダー内エンジンの開発を検討していた。チャーチワードはスウィンドン工場に戻ってホルクロフトに、5フィート8インチの駆動輪と外側のシリンダー、標準のスウィンドンNo 4ボイラーに加えて、できるだけ多くの他の標準部品を備えた2-6-0を設計するように指示した。
本形式は標準のGWR機関車部品から設計されており、事実上3150クラスの小型版だった。全長を短くするために、使用できる最短のセントクラスのキャブが使用され、短いターンテーブルで使用が制限される可能性のある路線で最大限の可用性を発揮した。最初の20両 (4301 - 4320) が1911年に製造された後、実行部門は、インジェクターギアのレイアウトがやや窮屈であり、インジェクターにより多くのスペースを提供するために少しの可用性を失うことを発見した。その後、カウンティクラスのキャブの設計が機関車に組み込まれたため、キャブは9インチ長くなった。
4300・4321 - 4399・5300 - 5399・6300 - 6399・7300 - 7321の合計302両が1925年までに製造され、さらに1932年になって9300 - 9319の20両が運転台側面へのガラス窓設置など若干の改良を加えた上で追加製造され、計342両の機関車が製造された。
煙突、後部フレームの長さの変更など、多くの細部の変更があり、多くは後に外部の蒸気管が取り付けられた。
1932年に製造された最後の20両の機関車には、同じ重量変更が加えられ、さらにサイドウィンドウキャブと外部蒸気パイプが装備されていた。彼らは9300クラスだった。1956年から1959年の間に、これらもバラストの重りが取り除かれ、7322-7341の番号が付け直された。
1936年から1939年の間に、4300シリーズの88両の機関車と8300シリーズの20両がサービスから撤退し、その車輪と動きがグランジ（6800）クラスとマナー（7800）クラスの建設に使用された。
既存のNo.4形ボイラーを活用して設計された汎用機であり、設計面では先行する2800型の影響が色濃い。

## 運用
GWRのほとんどの線区の軌道に良好に適合し、かつ支線区の貨客運用から本線での急行列車牽引まで多目的での使用に適することが可能な
ため、入線線区を選ばない文字通りの汎用貨客機として重用された。非常に成功した客貨両用機関車であり、準本線の旅客列車やクロスカントリールートで使用されていた。
ただし急カーブの路線では、先台車のフランジ偏摩耗が多発したため、これを解消すべく1928年5300シリーズの65台の前面端梁を鋳鋼製の重いものに交換。5300-99は1944年から1948年の間に8300-99の番号が付け直された。1944年以降、これらは徐々に再変換され、5300の番号に戻りました。8393号は1948年に再改造された最後の機関車だった。重りを取り除く必要性は、多くの機関車が寿命を迎えた第二次世界大戦の終わりに、重量制限のあるラインで動作できる機関車が不足した結果だった。1928年7月から1958年8月の長期間に渡り、合計163両に外部の蒸気管の取り付けと新型シリンダーブロックへの交換を実施している。最終製造グループである9300 - 9319が1956年から1959年にかけて端梁を軽量型に交換した際に7322 - 7341と改番され、サイドウィンドウキャブを備えていた。
6320は、1947年に石油燃焼用に変換され、1949年に石炭燃焼に再変換されました。
7300-7304には、それらをより重くする詳細な変更があった。
本形式の11両は、第一次世界大戦中にイギリス陸軍の鉄道事業部のサービスでフランスに輸送された。これらは5319 –5326および5328–5330だった。これらはカレとセントの間の路線にあるオードルイッチに拠点を置いていた。レフォンティネットのカレー郊外の車両基地とイープル突出部周辺のイギリス第2軍への補給品とともに、アズブルックの東にある軍用鉄道基地との間で1,000トンの戦争用品を運搬した。
建設された342両のうち、241両は、GWRの国有化に続いて1948年にイギリス国鉄に所属した。これ以前の廃車のほとんどは4300-99シリーズの機関車であり、100台のうち12台だけが当時まだ使用されていたがら1959年末までに廃車された。5300-99シリーズの12両と6300-99シリーズの1両（6315号は脱線した後1945年に廃車）は廃車された。廃車は1936年から1939年の間にまず100両が6800および7800クラスへの変換のため、動輪や弁装置などが新造のグレインジ型(6800 Class:6800 - 6879)とマナー型(7800 Class:7800 - 7819)に流用された。1964年に最後の1両が廃車となっている。

## 諸元
- 全長 mm
- 全高 mm
- 軸配置 1C（モーガル）
- 動輪直径 1,727mm
- 弁装置:内側スティーブンソン式弁装置
- シリンダー（直径×行程） 469.9mm×762mm
- ボイラー圧力 14.0kg/cm² （= 200lbs/in2 = 1.38MPa)）
- 火格子面積 1.91m²
- 機関車重量 t
- 最大軸重 t
- 炭水車重量 t

## 事故
1928年10月13日、6381号は、旅客列車の機関車が信号をオーバーランしたために、グロスターシャーのチャーフィールドで旅客列車にぶつかった貨物列車を運搬していた。16人が死亡し、41人が負傷した。
1937年3月1日、バッキンガムシャーのラングレーで旅客列車と衝突した貨物列車を4300クラスの機関車が担当していた。1人が死亡し、6人が負傷した。
1945年9月7日、6315号は、シュロップシアユニオン運河の土手が崩れ道床が流されたため、デンビーシャーのスランゴスレン近くのサンバンクハルト近くで脱線した郵便列車を運搬していた。1人が死亡し、2人が負傷した。緩急車を除いて、列車の構成はその後の火災で破壊されました。機関車は修理され、1945年10月に廃車された。
1952年、7311号が信号をオーバーランし、オックスフォードシャーのアップルフォードのトラップポイントによって脱線した。
1956年9月6日、9306号は、信号をオーバーランし、高速旅客列車の後方にぶつかった小包列車を運搬していた。

## 保存車
5322・7325号機の2両が保存された。また、ラージプレーリー型(5101 Class)5193号機を改造し、9351号機として本形式相当の仕様としたものが現存している。

### 5322 ex 8322
1917年8月にスウィンドンワークスで建造された5322号は、第一次世界大戦中にイギリス陸軍の鉄道事業部が軍需品や病院列車を運搬するためにフランスに輸送したクラスの11両の1つであったときの新しい機関車だった。そこでは、陸軍省のカラーリングで塗装され、ROD 5322の番号が付けられた。1964年4月に廃車になるまでGWRの路線で働いた。
イギリス国鉄での初期の仕事は、1953年3月にオックスフォードに移されるまで、アンドーバーとスウィンドンの間を頻繁に移動していた。1956年8月にジドコットに移り、1958年12月にレディングに移り、1959年6月にタイズリーに行った。1959年8月にスウィンドンに戻り、1953年3月に出発した。スウィンドンでの滞在は短く、1959年10月ポンティプールロードに移された。 1964年8月にサービスが終了するまで滞在した。ポンティプールロードにいる6か月間保管されていた。
1964年4月にポンティプールロード機関区で廃車になると、スクラップとしてサウスウェールズのバリーのウッドハムブラザーズに売却された。
それはディドコット鉄道協会の会員によって買収され、1969年にケアフィリーに曳航された。協会のサウスウェールズグループのメンバーの小さいが献身的なバンドが、オープンで、正常に機能するように復元した。
1973年にディドコット（1944年7月から1945年5月までそこに拠点を置いていた）に移った後、5322は1975年頃まで営業日に使用され続けた。
1979年に所有者が亡くなった後、機関車はグレートウエスタンソサエティによって購入された。その後、エンジンを復旧するための基金が開始された。
90年代初頭以来、さまざまなビットがオーバーホールされ、キャブは完全に改装され、ホイールとモーションが調整され、ボイラーが取り外され、炭水車が取り外され、1919年の外観に戻り、2008年11月にようやく交通に戻る準備が整った。
2011年11月、この機関車はロシアの機関車になりすまして、映画版のアンナカレーニナに出演した。2012年5月、ROD5322として以前に時間を費やしたBRブラックカラーリングで判明した。
2014年の夏、5322はボイラーの問題でディドコット鉄道センターで使用できなくなり、現在は静的に展示されている。

### 7325 ex 9303
1932年2月にスウィンドン工場で5,161ポンドの費用で建設された7325号は、1958年6月にオーバーホールされ、フロントエンドが軽くなり、7325に番号が付け直されるまで、9303として稼働していた。
機関車は、その就業期間中、ルアボンとバーマス、サウスウェールズからシュルーズベリー石炭列車、バーミンガムムーアストリートから南海岸の休日のレリーフまでの運行した。
1964年4月にポンティプールロード機関区で廃車され、南ウェールズのバリーのウッドハムブラザーズにスクラップとして売却された。
7325は、1974年に保存のためにグレートウエスタン（SVR）協会によって購入され、オーバーホールが必要になる前にセヴァーンバレー鉄道を走っていた。スウィンドンのグレートウエスタン鉄道博物館で静止展示された後、現在SVRのハイリーのエンジンハウスに保管されている。
1992年に再び蒸気を発し、1990年代に行ったメインラインでの実行が認定された。2000年にサービスを停止した。
9303は、1911年から1932年の間に製造された342両の機関車の最終バッチの1つ。これらは、より大きなキャブで製造され、主要なポニーホイールにより多くの重量をかけるためにバッファービームにウェイトが取り付けられていた。これは、主要な駆動輪の摩耗を減らすために行われた。1958年に、機関車がより多くのルートを利用できるようにするために、ウェイトがバッファービームから削除された。同時に、番号が7325に変更された。次のオーバーホールで不足しているウェイトを交換して、9303として実行できるようにする予定。
2018年9月、セヴァーン渓谷鉄道は、7819ヒントンマナーに先立ち、機関車がオーバーホールを待つ待ち行列に入ると発表した。
2019年3月、機関車はハイリーの機関庫から取り出され、保管のためにキダーミンスターに移された。